# 재난의료지원팀

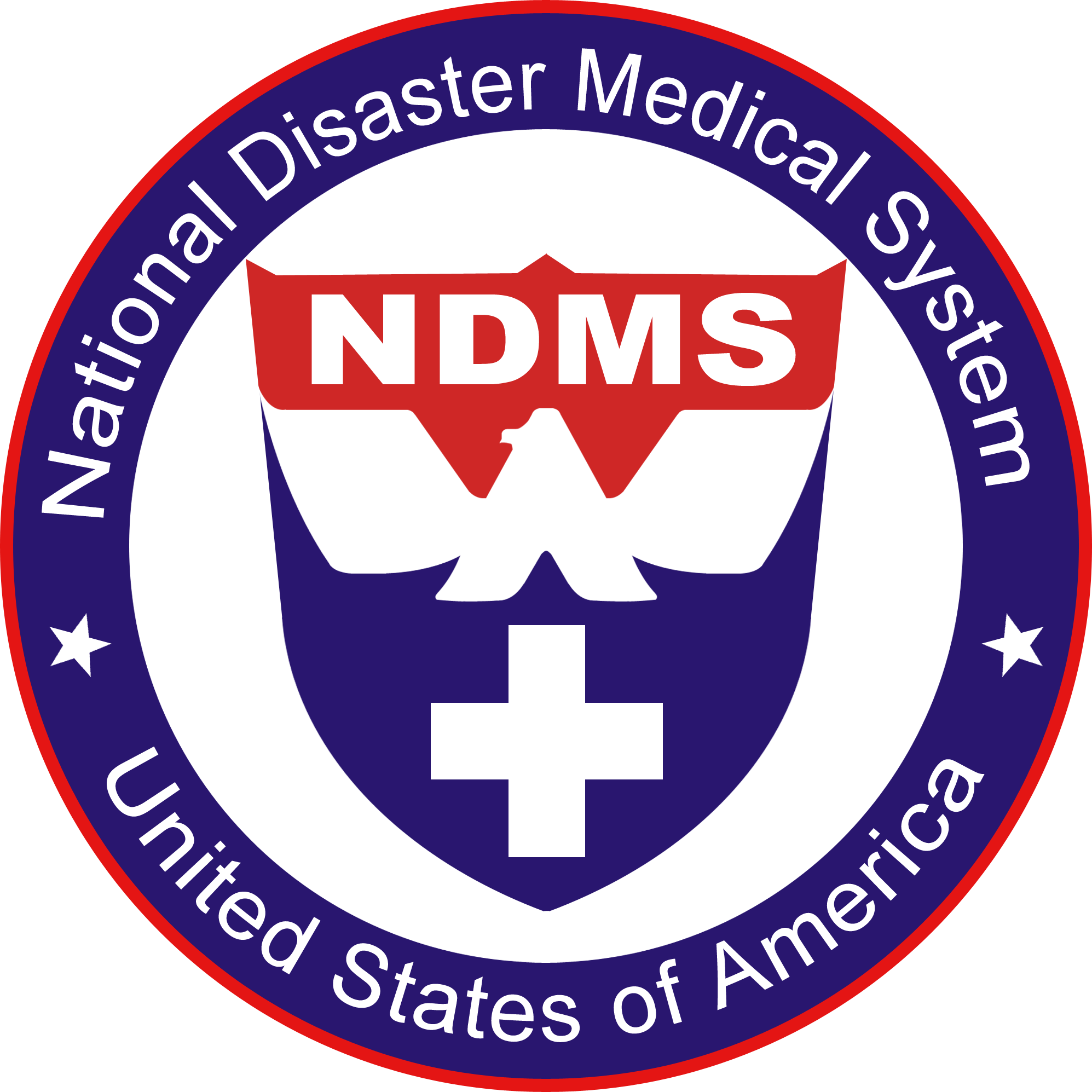
DMAT 로고

재난의료지원팀(Disaster Medical Assistance Team, DMAT)은 재난 혹은 대형 하고 발생시 현장에 신속히 출동하여 활동하는 의료팀을 말한다. 미국에서 테러 공격, 자연 재해 또는 기타 사건이 발생하는 동안 신속하게 대응하는 의료 또는 사상자 오염 제거를 제공하기 위해 조직된 전문 의료 인력 그룹이다.
DMAT는 국가 재해 의료 시스템의 일부이며 보건복지부(DHHS) 산하에서 운영된다. DMAT는 FEMA 하에서 운영되는 미국 공중 보건 서비스 하에서 설립되었다. 9/11 이후 미국 국토안보부는 DMAT의 업무를 맡게 되었다.